# Saint Johnsville (village, New York)
Ne doit pas être confondu avec Saint Johnsville (New York).
Saint Johnsville est un village du comté de Montgomery, dans l'État de New York, aux États-Unis,. En 2010, il comptait une population de 1 732 habitants.

## Démographie
Lors du recensement de 2010, le village comptait une population de 1 732 habitants. Elle est estimée, en 2019, à 1 676 habitants.